# 印度孔雀鱉
印度孔雀鱉（Nilssonia hurum），又名孔雀鱉、宏鱉或印度古鱉，是分佈在尼泊爾、印度、孟加拉及巴基斯坦的一種鱉。傾向肉食性雑食，以魚類、两生類、昆虫類、甲殻類、貝類、水草為食。

## 保育狀況
其被列為《瀕危野生動植物種國際貿易公約》附錄二的物種，被限制出口及貿易。